# Shedeur Sanders
Shedeur Deion Sanders (Tyler, Texas, Estados Unidos; 7 de febrero de 2002) es un jugador profesional de fútbol americano estadounidense. Juega en la posición de quarterback y actualmente milita en los Cleveland Browns de la National Football League (NFL).
Jugó a nivel universitario en Jackson State y Colorado antes de ser elegido en la quinta ronda del Draft de la NFL de 2025.
Es el hijo menor del entrenador en jefe de Colorado y cornerback miembro del Salón de la Fama del Fútbol Americano Profesional, Deion Sanders.

## Biografía
Nació el 7 de febrero de 2002 en Tyler (Texas), hijo de Deion Sanders y Pilar Sanders. Sus padres están divorciados. Tiene cuatro hermanos: Deiondra, Deion, Shilo y Shelomi. Asistió a la Trinity Christian School en Cedar Hill (Texas), donde su padre era el coordinador ofensivo de la escuela. En su último año, completó 251 de 366 intentos de pase para 3.702 yardas y 43 touchdowns. Fue calificado como un prospecto de cuatro estrellas e inicialmente se comprometió a jugar fútbol americano universitario en Florida Atlantic antes de pasarse a Jackson State después de que su padre fuera nombrado entrenador en jefe.

## Carrera

### Universidad

#### Jackson State
Se inscribió en Jackson State en enero de 2021, pero no fue elegible para jugar para el equipo en su temporada de primavera de 2021, que se acortó y retrasó de su calendario normalmente previsto para 2020 debido al COVID-19. Fue nombrado mariscal de campo titular de los Tigres para la temporada de otoño de 2021 y lanzó para 3,231 yardas con 30 touchdowns y ocho intercepciones. Fue nombrado Novato del Año de la Southwestern Athletic Conference (SWAC) y segundo equipo All-SWAC y ganó el Premio Jerry Rice como el novato más destacado en la Subdivisión de Campeonato de Fútbol de la División I de la NCAA, convirtiéndose en el primer jugador de una universidad históricamente negra (HBCU) en ganar el premio.
Para abrir su segunda temporada, completó 29 de 33 pases para 323 yardas y cinco touchdowns en la victoria de los Tigers por 59-3 sobre Florida A&M. Completó el 70,6% de sus intentos de pase para 3.732 yardas con 40 touchdowns y seis intercepciones como estudiante de segundo año y fue nombrado Jugador Ofensivo del Año de la SWAC. Sanders también recibió el Trofeo Deacon Jones como el mejor jugador HBCU del país. Ingresó al portal de transferencias de la NCAA después del Celebration Bowl de 2022.

#### Colorado
Después de que su padre Deion fuera contratado como entrenador en jefe en Colorado, Sanders se unió a su padre y se transfirió a Colorado. Fue nombrado inmediatamente mariscal de campo titular de los Buffaloes.
En su primer juego con los Buffaloes, completó 38 de 47 intentos de pase para un récord escolar de 510 yardas y cuatro touchdowns en la victoria del equipo por 45-42 sobre TCU, ubicado en el puesto 17. En el siguiente juego contra Nebraska, tuvo 393 yardas de pase y dos touchdowns de pase además de un touchdown terrestre en la victoria. Llevó a los Buffaloes a un comienzo de 3-0 con 348 yardas, cuatro touchdowns y una intercepción en el siguiente juego, una victoria sobre Colorado State. Después del primer revés del equipo contra Oregon, tuvo 371 yardas de pase, cuatro touchdowns de pase y una intercepción y un touchdown terrestre en una estrecha derrota ante USC. Después de una victoria sobre Arizona State, tuvo 400 yardas, cinco touchdowns y una intercepción en una derrota ante Stanford. Se perdió el último partido de la temporada contra Utah por una fractura en la espalda. En general, terminó la temporada 2023 con 3,230 yardas de pase, 27 touchdowns de pase y tres intercepciones junto con cuatro touchdowns terrestres en 11 juegos mientras los Buffaloes tuvieron un récord 4–8.
Llevó a los Buffaloes a un récord 9–4 en 2024 y una aparición en el Alamo Bowl. Terminó la temporada con 4,134 yardas de pase y 37 touchdowns, lo que le valió los honores de jugador ofensivo del año de la Big 12 Conference y fue nombrado ganador del Premio Johnny Unitas Golden Arm.

## Vida personal
El hermano mayor de Sanders, Shilo, actualmente juega como defensa para los Colorado Buffaloes. Firmó acuerdos de nombre, imagen y semejanza (NIL) con Gatorade, Beats by Dre y Nike, siendo el primer jugador de fútbol universitario en firmar con esta última. Lanzó una canción de hip hop, «Perfect Timing», en mayo de 2024.